# زوريكا دوركوفيتش
زوريكا دوركوفيتش (بالصربية: Зорица Ђурковић) مواليد 14 سبتمبر 1957 في دوبروفنيك، جمهورية يوغوسلافيا الاشتراكية الاتحادية، هي لاعبة كرة سلة صربية معتزلة. بدأت مسيرتها الاحترافية في سنة 1972. مثلت منتخب بلادها. شاركت في دورة الألعاب الأولمبية الصيفية سنة 1980.

## الميداليات
| الميدالية | المسابقة                       |
| --------- | ------------------------------ |
| برونزية   | الألعاب الأولمبية الصيفية 1980 |

## روابط خارجية
- زوريكا دوركوفيتش على موقع الاتحاد الدولي لكرة السلة (الإنجليزية)
- زوريكا دوركوفيتش على موقع بروبوليرز (الإنجليزية)
- زوريكا دوركوفيتش على موقع سبورتس رفرنس (الإنجليزية)
- زوريكا دوركوفيتش على موقع اللجنة الأولمبية الدولية (الإنجليزية)
- زوريكا دوركوفيتش على موقع أوليمبيديا (الإنجليزية)